# مغامرات نغم
مغامرات نغم (Floral Magician Mary Bell) مسلسل انمي ياباني تم انتاجه بين عامي 1992 و 1993 وهي عن فتاة عجيبة تدعى نغم.

## القصة
القصة تحكي عن فتاة أتت من كوكب آخر «تشنكسو» تمر بالأخطار مع صديقها القزم«سمير» وصديقاها الطفلان الصغيران ويمرون بأشياء عجيبة مع صديقتهما نغم. هذه القصة تبدأ عن طفلان، Yuuri وKen أو بالعربية رزان ويزن وهذان الطفلان
يعرفان مخلوقان قدما من كوكب آخر هو كوكب الأزهار flower هما نغم Maribell تامبو tanbarin يملكان قوى وذكاء وأفكار ودائما تحدث في المدينة مغامرات بسببهم.

## الأغنية
هل سمعت الأزهار تغني
بحناجر من نسيم الجبال
و تحنو على قلوبنا بألوان الجما ال
نغم نغم نغم
جاءت من بعيد
أينما تسير
تساعد الجميع
و تنشر الربيع
هل سمعت الأزهار تغني..تغني
بحناجر من نسيم الجبال
و تحنو على قلوبنا بألوان الجما ال
نغم نغم نغم
صديقة الأشجار
كقطرة المطر
رقيقة الشعور
صديقة الزهور
نغم نغم نغم
نغم نغم نغم
جاءت من بعيد
أينما تسير
تساعد الجميع
و تنشر الربيع
هل سمعت الأزهار تغني..تغني
بحناجر من نسيم الجبال
و تحنو على قلوبنا بألوان الجما ال....بألوان الجما ال

## الممثلون
- فاتن عيدو - نغم
- أسيمة يوسف - رزان/نرجس
- لمى هاشم - يزن
- محمد مصطفى - السيد سعيد
- فاطمة سعد - جدة رزان
- بثينة شيا - تامبو
- أيمن السالك - اب رزان - رافع
- عادل أبو حسون

## طاقم العمل
النسخة العربية

## وصلات خارجية
- مغامرات نغم على موقع IMDb (الإنجليزية)
- مغامرات نغم على موقع فيلمافينيتي (الإسبانية)
- مغامرات نغم على موقع كينوبويسك (الروسية)
- مغامرات نغم على موقع قاعدة بيانات الفيلم (الإنجليزية)
- مغامرات نغم على موقع ANN anime (الإنجليزية)